# Altérité
L'altérité est un concept utilisé dans de nombreuses disciplines comme la philosophie, l'anthropologie, l'ethnologie et la géographie. Selon Angelo Turco, mais aussi suivant le dictionnaire de Lévy et Lussault, l'altérité est : 

« la caractéristique de ce qui est autre, de ce qui est extérieur à un « soi » à une réalité de référence : individu, et par extension groupe, société, chose et lieu,. (Elle) s'impose à partir de l'expérience (et elle est) la condition de l'autre au regard de soi. »

Le mot provient du bas-latin alteritas, qui signifie différence ; l'antonyme d' « altérité » est « identité » ou la reconnaissance de l’autre dans sa différence, aussi bien culturelle que religieuse. La question de l'altérité s'inscrit dans un large espace intellectuel qui va de la philosophie, de la morale et du juridique, jusqu'aux sciences de l'homme et de la société. Cette question a particulièrement interrogé plusieurs sciences sociales, souvent depuis leur fondation, comme en anthropologie, ou depuis leur période classique, comme en sociologie. Elle n’est pas non plus étrangère au champ esthétique qui avec les œuvres littéraires, plastiques, musicales, fournit une ample matière pour étudier le rapport à l’autre et ses représentations, particulièrement sous leurs formes imaginaires. On peut citer comme exemple les œuvres du théoricien littéraire Edward Saïd, qui s'intéresse surtout à l’Orient, ou les œuvres de Tzvetan Todorov à propos de la réflexion française.
Le concept a aussi été développé par le philosophe Emmanuel Levinas dans une série d'essais écrite entre 1967 et 1989, collectés dans le recueil Altérité et transcendance publié en 1995. Il y voit une recherche sur la relation avec autrui. Pour sortir de cette solitude qu'il décrit comme désespoir ou isolement dans l'angoisse, l'être humain peut emprunter deux chemins, soit de la connaissance, soit de la sociabilité. Cependant, la connaissance est vue comme insuffisante pour rencontrer le véritable autre et ne peut en aucun cas remplacer la sociabilité qui est, elle, directement liée à l'altérité et permet une sortie de la solitude. Levinas s'est longuement intéressé au type de relation que la sociabilité offrait avec l'altérité dans Éthique et Infini, ce recueil publié en 1982 qui rassemble des dialogues entre Emmanuel Levinas et Philippe Nemo. Il y défend que l'Autre est visage et qu'il faut l'accueillir. Le regard apporté à ce moment créait la véritable rencontre avec cet Autre. Dans une relation d'altérité, il y a engagement réciproque, responsabilité l'un de l'autre. Pour cet auteur, après avoir découvert autrui dans son visage, on découvre qu'on est responsable de lui : il existe donc une nouvelle proximité avec autrui.

## Historique du concept
La conceptualisation de l'autre a des origines antiques, le commencement peut se situer dans le Parménide de Platon – qui traite du rapport entre le soi unique et identique et la pluralité des autres – ainsi que dans la Métaphysique d'Aristote, où l'auteur s'interroge sur le fait que « les relations de l'être sont multiples, et non pas une seule ». On retrouve l'intérêt pour l'autre aussi dans les écrits d'Homère, qui a beaucoup travaillé sur le « lointain », qu'il décrivait comme des lieux oniriques. Hérodote était également fasciné par la société perse ; tandis qu'Hippocrate, dans ses récits, a essayé d'expliquer la diversité des sociétés à travers l'influence de l'environnement. Cependant, les Grecs ont toujours perçu l'étranger comme un non-citoyen. Quant à celui qui ne parle pas le grec, il est nommé « barbare ».
Des avancées ont lieu au cœur du processus politique antique. Ainsi, l’Empire romain donne des droits aux étrangers, jusqu’à en faire des citoyens en 212.
Dans l'époque moderne, la découverte des Amériques par Christophe Colomb a mis les sociétés occidentales en contact avec d'autres sociétés qui ont été jugées complètement différentes. Les explorateurs de la Renaissance étaient étonnés par les particularités des nouvelles civilisations qu'ils ont découvertes. C'est en effet à la Renaissance, et notamment avec Michel de Montaigne, que certains penseurs commencent à réfléchir à celui qui est différent. On peut citer comme exemple la controverse de Valladolid qui se cristallisa sur le statut des Indiens à partir de 1550, combat qui opposa le dominicain Bartolomé de Las Casas et le philosophe Juan Ginés de Sepúlveda.
À partir du XIXe siècle, avec l'institutionnalisation de la géographie coloniale en Europe, les géographes ont commencé à documenter les caractéristiques physiques de l'environnement et des sociétés tropicales qu'ils ont découvertes. Le but de ces approches était d'expliquer l'hétérogénéité spatiale des sociétés dans la planète ; bien qu'elles prétendaient être plus ou moins objectives, le but de ces recherches était de démontrer que la société occidentale est supérieure à toutes les autres.
Ce n'est que dans la deuxième moitié du XXe siècle que le rapport à l'autre trouvera une place politique dans les sciences humaines. On trouve peu à peu des intellectuels voulant construire le champ d’une anthropologie moderne proposant une place inédite qui puisse rendre possible une véritable réflexion culturelle sur le rapport à l’autre. Deux personnages clés s’imposent dans cette nouvelle construction : Claude Levi-Strauss et Marcel Mauss.
Avec le développement de la géographie radicale, et de la pensée féministe, dans les années 1960, les géographes ont commencé à s'intéresser aux groupes minoritaires, qui étaient différents de la norme (homme, blanc). Cependant, il s'agissait davantage de dénoncer des systèmes d'oppression plutôt que de s'interroger sur l'altérité de ces groupes. C'est seulement à partir des années 1980, avec le développement des approches post-modernes, post-coloniales, et analyses queer, que l'altérité de ces groupes est devenue un véritable objet d'étude.

## Ambivalences du terme
Selon Angelo Turco dans sa définition de l'altérité publiée en 2003 dans le Dictionnaire de la géographie et de l'espace des sociétés, plusieurs ambivalences apparaissent lorsque l'on regarde l'altérité dans une perspective sociétale :
- Celle entre hostis et hospes qui détermine le type de relation que l'individu ou la société mènera avec l'autre. Dans un cas, elle sera positive, basée sur la coopération et dans l'autre négative, basée sur le conflit. Dans le phénomène touristique, l'autre est vu comme hospes : celui avec lequel on a des relations de coopération. Inversement, l'histoire coloniale notamment donne un exemple d'une relation conflictuelle. L'autre est souvent un hostis : ceux avec qui on entretient une relation conflictuelle.
- Dans une conception évolutionniste des sociétés, l'autre serait celui d'une société différente qui n'est pas au même stade que la nôtre. La hiérarchisation peut aller dans les deux sens : de l'infériorité à la supériorité de l'autre. Des exemples de ces deux cas de figures peuvent se retrouver dans l'Histoire coloniale hispanique. Lors de l'arrivée de Christophe Colomb, les amérindiens ont considéré les Espagnols, ces autres, avec admiration, comme des divinités en raison entre autres de leurs armes à feu, de leur pilosité et de leurs chevaux ; trois éléments qu'ils ne connaissaient pas. Inversement, les colons ont considéré les peuples autochtones comme inférieurs : des « sauvages » ou des « primitifs ». Ainsi, dans cet exemple, on retrouve la hiérarchisation dans la conception de l'autre décrite par Angelo Turco.
- Celle entre diversité et différence : « l'autre comme totalité irréductible au même ou l'autre comme écart plus ou moins mesurable au même »[2]. Dans la géographie du tourisme, où une des motivations du déplacement peut être la rencontre avec l'altérité, cet autre entre clairement dans la catégorie « différence ». L'autochtone est différent, à un degré plus ou moins grand, par rapport au « nous » qui représente la société occidentale dont est issu le touriste.

## Dans le contexte de la géographie du tourisme
L'altérité est liée à l'espace et c'est pour cette dimension spatiale qu'elle entre dans le domaine d'étude de la géographie du tourisme. Le déplacement induit des rencontres et donc un rapport à l'autre par la combinaison de deux phénomènes, la récréation et le déplacement. Il y a donc une confrontation avec l'altérité en voyageant puisque c'est à ce moment-là que la personne sort de notre quotidien. La rencontre de l’autre est une des raisons du tourisme : « voyager c’est partir à la rencontre de l’autre ». Toutefois, ces catégories sont construites socialement ; elles n'existent pas intrinsèquement. Ce ne sont pas « des catégories humaines uniformes et immuables dans le temps comme dans l'espace ». Selon Jean-François Staszak, qui partage cette vision constructiviste, l'autre est issu du point de vue et des discours des personnes qui perçoivent l'autre comme tel, plutôt que par ces différences réelles ou objectives.
Selon Rachid Amirou, le tourisme repose sur l'altérité puisqu'il « exprime une triple quête : quête d'un lieu, quête de soi, quête de l'autre ». Ainsi, l'altérité modifierait aussi la personnalité du touriste. La géographie du tourisme, selon ces deux définitions, ajoute donc la quête de soi-même et l'altérité d'un lieu, à la définition plus générale de ce terme. L'intérêt d'étudier ce concept dans la géographique d'un point de vue touristique ne s'arrête pas à cet apport. Selon Giorgia Ceruani et son équipe, l'étude de ce concept et des relations qu'il induit, permet de complexifier des situations que l'on tend à trop simplifier et qui conduisent à l'uniformisation des postures, des pratiques et des échanges.

## Dans le contexte de la médiation professionnelle
Selon Jean-Louis Lascoux, auteur du Dictionnaire encyclopédique de la Médiation, l'altérité est une attitude développée en médiation professionnelle, impliquant la réciprocité : "l’altérité est indissociable de la rationalité : l’autre est un autre, pas un « alter ego », à moins de se dire que c’est un « autre moi » en tant que tel. Cette conception va avec une communication structurée, méthodique, rigoureusement tenue par l’observable et l’expression logique. L’altérité n’est ni l’empathie ni le respect, c’est le constat que l’autre est différent et aussi involontairement lui-même que l’on est soi-même.".
Pour lui, la médiation professionnelle se réfère à l'altérité et pose cette distinction fondamentale :
- avec la tolérance, ma liberté s'arrête là où commence celle des autres - justifiant le regard qui se détourne au nom de l'idée que je ne dois pas me mêler des affaires des autres ;
- avec l'altérité, ma liberté s'étend au travers de celle des autres - impliquant l'attention aux autres, le respect fondamental et l'ingérence dans les situations identifiées comme portant atteinte aux droits fondamentaux des humains d'être eux-mêmes et chacun différent.